# كود بلو (رواية)
كود بلو هي رواية للكاتب اليمني الطبيب مروان الغفوري وقد طبعت ونشرت النسخة الأولى منها عام 2008، عن دار أكتب للنشر والتوزيع بالقاهرة.